# Ropalidia pendula
Ropalidia pendula är en getingart som först beskrevs av Smith 1857.  Ropalidia pendula ingår i släktet Ropalidia och familjen getingar. Inga underarter finns listade i Catalogue of Life.